# Boreatîn, Sokal
Boreatîn (în ucraineană Борятин) este un sat în comuna Ostriv din raionul Sokal, regiunea Liov, Ucraina.

## Demografie
Componența lingvistică a localității Boreatîn
     Ucraineană (99,62%)
     Alte limbi (0,38%)
Conform recensământului din 2001, majoritatea populației localității Boreatîn era vorbitoare de ucraineană (99,62%), existând în minoritate și vorbitori de alte limbi.